# Jiří Lechtýnský
Jiří Lechtýnský (ur. 25 listopada 1947) – czeski szachista, arcymistrz od 1982 roku.

## Kariera szachowa
W finałach indywidualnych mistrzostw Czechosłowacji startował od roku 1967. Największy sukces w tych rozgrywkach osiągnął w 1986 r. w Pradze, gdzie zdobył brązowy medal. Trzykrotnie (1974, 1980, 1986) wystąpił na szachowych olimpiadach (najlepsze miejsce w roku 1980 – V) oraz również trzykrotnie (1970, 1977, 1980) – na drużynowych mistrzostwach Europy (najlepsze miejsce w roku 1970 – V).
Wielokrotnie startował w turniejach międzynarodowych, sukcesy odnosząc m.in. w Wilnie (1978, dz. IV m. za Władimirem Tukmakowem, Tigranem Petrosjanem, Borisem Gulko, wspólnie z Aleksandrem Bielawskim), Decinie (1979, dz. I m. z Vlastimilem Hortem), Karwinie (1980, dz. II m. za Jindrichem Traplem, wspólnie z Goranem Dizdarem i Pejczo Peewem), Halle (1981, dz. I m. z Uwe Bönschem), Polanicy-Zdroju (1983, memoriał Akiby Rubinsteina, dz. II m. za Wiaczesławem Dydyszko, wspólnie z Ivanem Farago), Vrnjackiej Banji (1987, dz. III m. za Semko Semkowem i Jewgienijem Bariejewem, wspólnie z Peterem Lukacsem), Linzu (dwukrotnie II m. w latach 1993 i 1995), Klatovy (1999, dz. I m. z Pavlem Simackiem i Josefem Jurkiem), Augsburgu (2002, I m.), Havlíčkůvym Brodzie (2004, dz. I m. z Markiem Vokacem i Robertem Cvekiem) oraz w Ceskiej Trebovie (2006, dz. I m. z Tomasem Likavskim, Mikulasem Manikiem, Radkiem Kalodem i Petrem Habą).
Najwyższy ranking w karierze osiągnął 1 lipca 1982 r., z wynikiem 2480 punktów zajmował wówczas 4-6. miejsce wśród czechosłowackich szachistów.